# Val Roddick
Pour les articles homonymes, voir Roddick.
Val Roddick est une femme politique canadienne de la Colombie-Britannique. Elle est députée provinciale libérale de la circonscription britanno-colombienne de Delta South d'une élection partielle en 1999 à 2009.
En tant que présidente du Comité permanent sur la Santé de 2001 à 2003 et en 2004-2005, Roddick présente un rapport sur la gestion des autorités de santé. Le déclassement de l'Hôpital de Delta (en) dans sa circonscription par la Fraser Health Authority (en) en 2003 la met face à un référendum révocatoire (recall). Après que soit obtenue les 40 % des signatures de votants requises, l'élection de rappel par Elections BC (en) n'est finalement pas organisée en raison de la disqualification de 3 100 signataires considérés comme inéligibles.
Le 5 juin 2008, elle annonce ne pas se représenter pour les élections de 2009.